# Catasetum dasilvae
Catasetum dasilvae är en orkidéart som beskrevs av Kleber Garcia de Lacerda och Vitorino Paiva Castro. Catasetum dasilvae ingår i släktet Catasetum och familjen orkidéer. Inga underarter finns listade i Catalogue of Life.